# Dilipa fenestra
Dilipa fenestra är en fjärilsart som beskrevs av John Henry Leech 1891. Dilipa fenestra ingår i släktet Dilipa och familjen praktfjärilar. Inga underarter finns listade i Catalogue of Life.